# Freestyle al Festival olimpico della gioventù europea
Il freestyle è stato inserito nel programma del Festival olimpico della gioventù europea nella sedicesima edizione, che si è svolta nel 2023.

## Edizioni
| Giochi | Anno | Sede                  | Gare |
| ------ | ---- | --------------------- | ---- |
| XVI    | 2023 | Friuli-Venezia Giulia | 6    |
| XVII   | 2025 | Bakuriani             | 4    |

## Discipline
Nella seguente tabella le discipline disputate nelle varie edizioni.
| Edizione | Slopestyle | Big Air | Ski cross |
| -------- | ---------- | ------- | --------- |
| 2023     | •          | •       | •         |
| 2025     | •          | •       |           |

## Medagliere complessivo
| Posiz. | Nazione     | Oro | Argento | Bronzo | Totale |
| ------ | ----------- | --- | ------- | ------ | ------ |
| 1      | Svizzera    | 4   | 0       | 1      | 5      |
| 2      | Finlandia   | 2   | 1       | 0      | 3      |
| 3      | Germania    | 1   | 1       | 0      | 2      |
| 3      | Austria     | 1   | 1       | 0      | 2      |
| 5      | Estonia     | 1   | 2       | 1      | 4      |
| 6      | Regno Unito | 1   | 0       | 1      | 2      |
| 7      | Svezia      | 0   | 2       | 3      | 5      |
| 8      | Francia     | 0   | 2       | 0      | 2      |
| 9      | Danimarca   | 0   | 1       | 0      | 1      |
| 10     | Italia      | 0   | 0       | 2      | 1      |
| 11     | Rep. Ceca   | 0   | 0       | 1      | 1      |
| 11     | Ucraina     | 0   | 0       | 1      | 1      |
| Totale | Totale      | 10  | 10      | 10     | 30     |